# Wolfgang Weyrauch
Wolfgang Weyrauch (* 15. Oktober 1904 in Königsberg; † 7. November 1980 in Darmstadt; Pseudonym: Joseph Scherer) war ein deutscher Schriftsteller.

## Leben

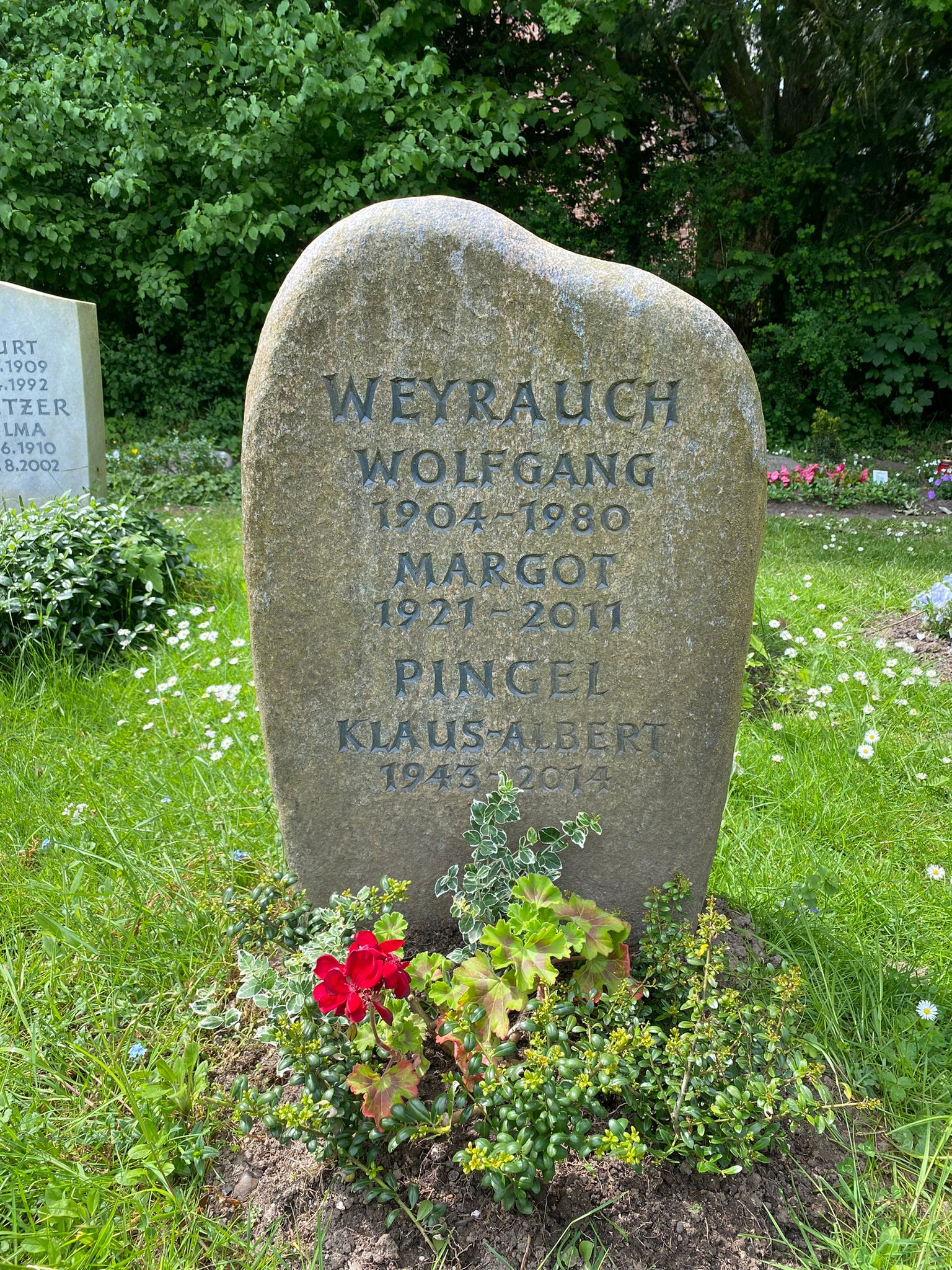
Grabstätte auf dem Friedhof Volksdorf

Wolfgang Weyrauch war der Sohn eines Landvermessers. Nach dem Besuch des Gymnasiums und der Ablegung der Reifeprüfung besuchte er ab 1924 eine Schauspielschule in Frankfurt am Main. Es folgten zwischen 1925 und 1927 Engagements als Schauspieler an Bühnen in Münster, Bochum und am Harztheater in Thale. Von 1927 bis 1929 studierte Weyrauch Germanistik, Romanistik und Geschichte an der Universität Frankfurt.
Ab 1929 war er als freier Schriftsteller tätig: Von 1929 bis 1933 als freier Mitarbeiter der Frankfurter Zeitung, von 1932 bis 1938 des Berliner Tageblatts und von 1933 bis 1934 der Vossischen Zeitung. Gleichzeitig begann er mit dem Verfassen von Hörspielen. Während der 1930er Jahre arbeitete Weyrauch auch als Verlagslektor und veröffentlichte seine ersten Bücher. Von 1940 bis 1945 nahm er als Obergefreiter einer Luftnachrichteneinheit am Zweiten Weltkrieg teil. 1945 geriet er in sowjetische Kriegsgefangenschaft, aus der er bereits im August desselben Jahres entlassen wurde.
Von Dezember 1945 bis 1948 war Weyrauch Redakteur der in Berlin erscheinenden Zeitschriften Ulenspiegel und Ost und West. Von 1950 bis 1958 war er Lektor im Hamburger Rowohlt-Verlag, ab 1959 dann wieder freier Schriftsteller, zuerst in Gauting bei München und ab 1967 in Darmstadt.
Wolfgang Weyrauch war Mitglied des PEN-Zentrums der Bundesrepublik Deutschland und des Verbandes Deutscher Schriftsteller. Seit 1951 nahm er an den Tagungen der Gruppe 47 teil, seit 1967 war er Mitglied der Deutschen Akademie für Sprache und Dichtung in Darmstadt.
Seine letzte Ruhestätte erhielt Wolfgang Weyrauch auf dem Hamburger Friedhof Volksdorf (Grablage Nh 41).

## Leistungen
Wolfgang Weyrauch, der in den 1930er Jahren als Journalist und Autor des neuen Mediums Hörspiel hervorgetreten war, prägte 1949 in der von ihm herausgegebenen Anthologie Tausend Gramm die Richtung einer Kahlschlagliteratur: Hiermit charakterisierte er den von ihm geforderten radikalen Neubeginn der deutschen Literatur nach dem Ende des „Dritten Reiches“. Weyrauch selbst verfasste nach 1945 vor allem Hörspiele, Erzählungen und gab zahlreiche Anthologien heraus.
Die von Weyrauch 1947 herausgegebene Sammlung Die Pflugschar war die erste Sammlung neuer deutscher Dichtung nach Kriegsende und gehört zu den bleibenden editorischen Leistungen der Nachkriegszeit. Sie enthält u. a. Erstveröffentlichungen von Max Frisch, Stephan Hermlin und Peter Huchel.

## Auszeichnungen und Ehrungen
- 1962 Hörspielpreis der Kriegsblinden
- 1972 Johann-Heinrich-Merck-Ehrung der Stadt Darmstadt
- 1973 Andreas-Gryphius-Preis
- 1979 Kulturkreis der deutschen Wirtschaft im BDI, Ehrengabe

## Werke

### Allgemein
- Der Main. Eine Legende. Berlin 1934
- Strudel und Quell. Berlin 1938
- Ein Band für die Nacht. Leipzig 1939
- Eine Inselgeschichte. Berlin 1939
- Studie zu einem Roman. Jena 1942 (In: Das XX. Jahrhundert, Nov. 1942, S. 498–500)
- Das Liebespaar. Leipzig 1943
- Auf der bewegten Erde. Berlin 1946
- Von des Glücks Barmherzigkeit. Berlin 1946
- Die Liebenden. München 1947
- Die Davidsbündler. Hamburg u. a. 1948
- Lerche und Sperber. München 1948
- An die Wand geschrieben. Hamburg 1950
- Bitte meiner älteren Tochter. Wien 1952
- Die Feuersbrunst. Karlsruhe 1952
- Bericht an die Regierung. Frankfurt a. M. 1953
- Die Minute des Negers. Hamburg 1953
- Gesang um nicht zu sterben. Hamburg 1956
- Nie trifft die Finsternis. Berlin 1956
- Anabasis. Hamburg 1959
- Mein Schiff, das heißt Taifun. Olten 1959 (enthält u. a. Mit dem Kopf durch die Wand)
- Das Jahr. München 1961
- Die japanischen Fischer. Weinheim 1961
- Dialog mit dem Unsichtbaren. Olten 1962
- Das grüne Zelt. Die japanischen Fischer. Stuttgart 1963
- Die Spur. Olten 1963
- Dialog über neue deutsche Lyrik. Itzehoe-Vosskate 1965
- Komm. München 1965
- Das erste Haus hieß Frieden. München 1966 (über SOS-Kinderdörfer; Albert-Schweitzer-Buchpreis)
- Etwas geschieht. Olten 1966
- Unterhaltungen von Fußgängern. München 1966
- Lyrik aus dieser Zeit. München 1967
- Geschichten zum Weiterschreiben. Neuwied 1969
- Flug über Franken und Hessen. Braunschweig 1970
- Ein Clown sagt. Weinheim 1971
- Wie geht es Ihnen? Neuwied 1971
- Mit dem Kopf durch die Wand. Darmstadt 1972
- Das Ende von Frankfurt am Main. Stuttgart 1973
- Gedichte. Darmstadt 1974
- Beinahe täglich. Darmstadt 1975
- Lieber T. Düsseldorf 1976
- Das Komma danach. Pfaffenweiler 1977
- 2 Litaneien. Dreieich 1977
- Fußgänger, B-Ebene, Hauptwache, Rolltreppe, hinauf, hinab. Frankfurt am Main 1978
- Hans Dumm. Köln 1978
- Ein Schluck von Vernunft (Lichtenberg). Darmstadt 1978
- Blickpunkt Darmstadt. Darmstadt 1979
- Ein Gedicht, was ist das? Hannover 1980 (zusammen mit Fritz Deppert)
- Epilog für Darmstadt. Darmstadt 1981
- Anders wär’s besser. Würzburg 1982
- Zeugnisse & Zeugen. Büdingen 1982
- Dreimal geköpft. Assenheim 1983
- Proust beginnt zu brennen. Frankfurt am Main 1985
- Atom und Aloe. Frankfurt 1987
- Lebenslauf. Dreieich 1988
- Das war überall. Darmstadt 1998

### Übersetzungen
- Jehanne Jean Charles: Schrei, wenn du kannst. Bonn 1960 (zusammen mit Margot Weyrauch)

### Herausgeberschaft
- 1940 : Junge deutsche Prosa. Berlin 1940
- Das Berlin-Buch. Leipzig 1941
- Die Pflugschar. Sammlung neuer deutscher Dichtung. Aufbau-Verlag, Berlin 1947
- Lesebuch für Erwachsene. Lorch, Württ. u. a. 1948
- Tausend Gramm. Hamburg u. a. 1949
- Expeditionen. München 1959
- Ich lebe in der Bundesrepublik. München 1960
- Alle diese Straßen. München 1965
- Lyrik aus dieser Zeit 1965/66. Esslingen 1965 (zusammen mit Johannes Poethen)
- Ausnahmezustand. München 1966
- Unser ganzes Leben. München 1966 (zusammen mit Geno Hartlaub, Martin Gregor-Dellin, Heinz Piontek und Heinrich Vormweg)
- Federlese. München 1967 (zusammen mit Benno Reifenberg)
- Lyrik aus dieser Zeit 1967/68. München u. a. 1967 (zusammen mit Johannes Poethen)
- 11 Autoren über 1 Jahrzehnt. Berlin 1970
- Von Darmstadt nach Darmstadt. Darmstadt 1972 (zusammen mit Fritz Deppert)
- Das Kellerbuch. Darmstadt 1973
- Neue Expeditionen. München 1975
- Kalenderbuch. Köln 1977
- Das Lächeln meines Großvaters und andere Familiengeschichten, Düsseldorf 1978
- Aufschlüsse. Modautal-Neunkirchen 1978
- Liebeserklärungen. Darmstadt 1978 (zusammen mit Fritz Deppert)
- Liebesgeschichten. Gütersloh 1979
- Literarischer März. München 1979 (zusammen mit Fritz Deppert und Karl Krolow)
- Mein Gedicht ist die Welt. Frankfurt am Main
  - Bd. 1. 1780 bis 1912. 1982
  - Bd. 2. 1912 bis 1982. 1982

### Hörspiele
- 1955: Ein Zimmer in Marseille – Regie: Fränze Roloff (HR)
- 1956: Die japanischen Fischer – Regie: Hans Goguel (Hörspiel – Rundfunk der DDR)
- 1957: Woher kennen wir uns bloß? – Regie: Peter Thomas (Rundfunk der DDR)
- 1961: Totentanz – Regie: Martin Walser (BR/NDR)
- 1963: Das grüne Zelt (über die letzten Tage des Polarforschers Robert Falcon Scott)
- 1967: Ich bin einer, ich bin keiner – Regie: Heinz Hostnig (SR/BR/SWF)